# 올드델리

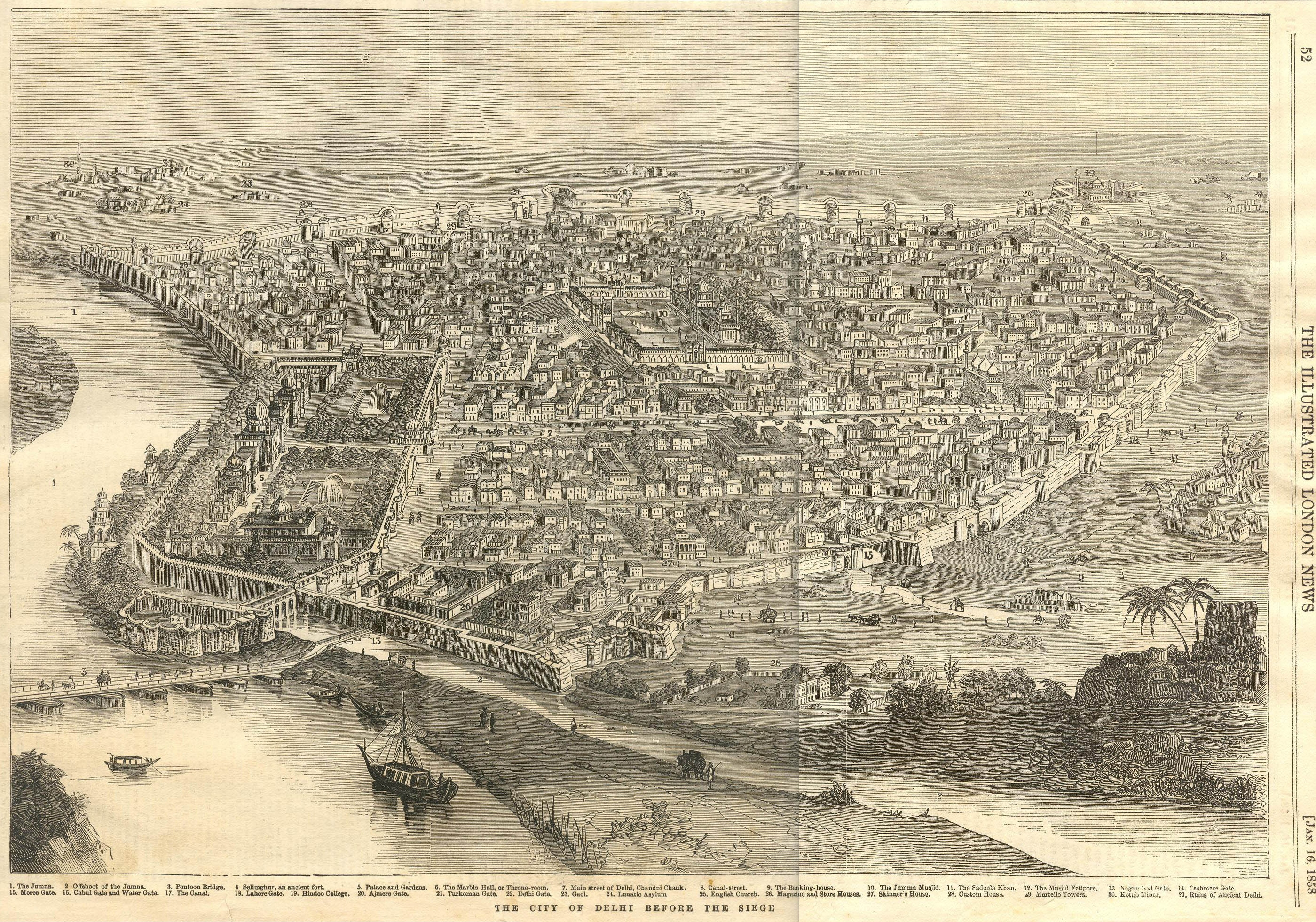

올드델리(Old Delhi)는 뉴델리와 함께 인도의 델리 지역을 구성하는 지역이다.

## 역사
1963년 델리의 방어 도시로 만들어졌다.